# Clutter
Clutter – graficzna biblioteka napisana w języku programowania C. Służy do renderowania w prosty sposób szybkich animacji w graficznym interfejsie użytkownika. Jej kod jest udostępniony na zasadzie open source. Clutter używa OpenGL lub OpenGL ES dla urządzeń mobilnych dzięki czemu wyświetlane za jego pomocą animacje są bardzo dobrej jakości. Biblioteka ta manipuluje obiektami w przestrzeni 3D a następnie efekt tych operacji wyświetla na tzw. scenie 2D. Clutter obsługuje również biblioteki: GLX, EGL, WGL, SDL, Cocoa.
Biblioteka używa systemu obiektowego GObject.
Biblioteka została również przystosowana do współpracy z:
- GTK+: osadzanie obiektów Clutter w kontrolkach GTK+, co zapewnia im elegancki design.
- Pango: potrafi użyć tej biblioteki do renderowania tekstu w UTF-8
- GStreamer: potrafi użyć tej biblioteki do odtwarzania mediów
- Cairo: potrafi użyć tej biblioteki do rysowania tekstur

Programować w bibliotece Clutter można również przy użyciu innych języków programowania: Perl, Python, C#, C++, Vala oraz Ruby.

## Przyszłość biblioteki
Projekt otwartego systemu operacyjnego o nazwie Moblin, firmy Intel dla komputerów typu Netbook opartego na jądrze Linux wykorzystuje bibliotekę Clutter.
Clutter ma być jednym z głównym komponentów nowej biblioteki GTK+ 3.x, która to ma zmienić swój design, wykorzystując animacje, przeźroczystość itp. operacje renderowania.
Trwają prace również nad współpracą Clutter z WebKit. Mają na celu renderowania stron www jako tekstur co umożliwia manipulowaniem taką teksturą.